# Chancha Via Circuito
Pedro Canale (Buenos Aires), més conegut pel seu nom artístic de Chancha Via Circuito, és un discjòquei argentí i productor de música electrònica.

## Estil musical
L'element clau de la música de Chancha Via Circuitoa és la fusió de la música electrònica i cúmbia, tot explorant l'afro-dansa, les murgues, el dub minimalista, l'IDM, el downtempo, el cant folklòric i els tambors de candombe.

## Discografia

### Àlbums
- Rodante (ZZK Records, 2008)[3]
- Río Arriba (ZZK Records, 2010)
- Los Pastores Mixtape (XLR8R, 2010)
- Amansara (Wonderwheel Recordings, 2014)[4]
- Bienaventuranza (Wonderwheel Recordings, 2018)[5]

### Singles i EP
- Bersa Discos #3 (Bersa Discos, 2008)
- Rodante (ZZK Records, 2008)
- Semillas (ZZK Records, 2012)
- Coplita (Wonderwheel Recordings, 2014)
- Como Noide (Pura/Discos Crack, 2019)

### Remescles
- Río Arriba Mixtape (ZZK Records, 2010)
- Mixtape Cumbiero - European Tour 2013 (ZZK Records, 2013)